# Euryopis aeneocincta
Euryopis aeneocincta är en spindelart som beskrevs av Simon 1877. Euryopis aeneocincta ingår i släktet Euryopis och familjen klotspindlar.
Artens utbredningsområde är Filippinerna. Inga underarter finns listade i Catalogue of Life.